# Спрингфилд (Луизиана)
Спри́нгфилд (англ. Springfield) — американский населенный пункт в приходе Ливингстон, Луизиана. По данным переписи 2000 года население составляло 395 человек. ZIP-код: 70462.
Некоторое время город исполнял функции административного центра округа (прихода).

## История
Своё название «Springfield» сообщество получило из-за обилия артезианских источников, расположенных в этом районе.

## География
Город расположен на высоте около пяти метров над уровнем моря. Согласно данным представленным Бюро переписи населения США, общая площадь города составляет 1,4 квадратных мили (3,6 км²) и вся эта территория приходится на сушу.

## Население

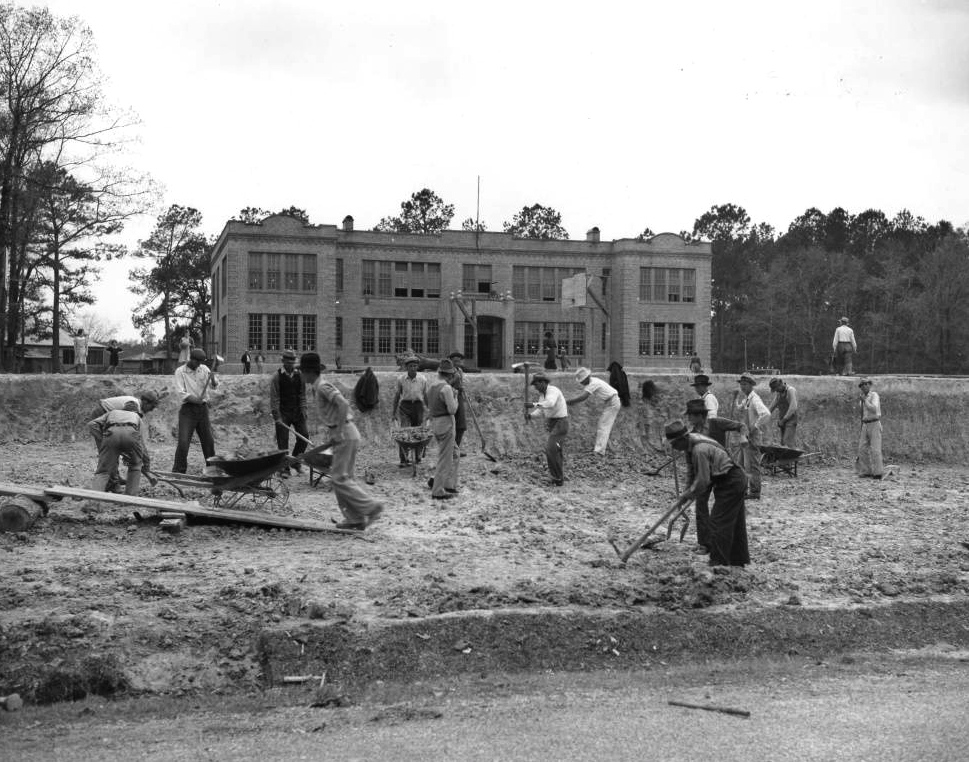
Благоустройство территории средней школы Спрингфилда (1937 год)

По данным переписи 2000 года население составляло 395 человек, в городе проживало 115 семей, находилось 162 домашних хозяйства и 185 строения с плотностью застройки 51,0 строения на км². Плотность населения 282,4 человек на км². Расовый состав населения: белые — 96,2 %, афроамериканцы — 2,03 %, азиаты — 0,25 %, представители смешанных рас — 1,52 %.
Средний доход на домашнее хозяйство составлял $28 125 USD, средний доход на семью $48 750 USD. Мужчины имели средний доход $35 536 USD, женщины $21 667 USD. Удельный доход на душу населения составлял $17 075 USD. Около 19,0 % семей и 20,8 % населения находятся за чертой бедности, включая 35,2 % молодежи (до 18 лет) и 15,6 % престарелых (старше 65 лет).